# Edme François Jomard
Edme François Jomard (1777 – 1862) è stato un cartografo, ingegnere e archeologo francese.
Curò l'edizione di Description de l'Égypte, e fu membro dell'Institut d'Égypte fondato da Napoleone Bonaparte. Fu supervisore della missione culturale inviata in Francia dall'Egitto da Mehmet Ali.

## Biografia
Studiò presso il Collège des Quatre-Nations, la École nationale des ponts et chaussées e la École polytechnique. Prese parte alla missione inviata da Napoleone in Egitto. In seguito lavorò presso la Biblioteca nazionale di Francia.